# Chébere
Chébere es un grupo de Cuarteto formado en Córdoba en 1973. El origen de su nombre viene de la idea de enviar una grabación a Venezuela, donde se utiliza la palabra "chévere" para denominar algo positivo, agradable, de buena calidad, etc.

## Historia
Chébere es formado en 1973 por Eduardo “Pato” Lugones (locución y animación), Hugo “Huesito” Terragni (violín), Ángel “Negro” Videla (piano), Alberto “Beto” Guillen (contrabajo), Alberto Pizzichini (acordeón) y Daniel Reyna “Sebastián” (cantante). Su primera presentación en vivo se produce en 1974 en la Ciudad de Córdoba.
Un empresario contrata a la banda en 1975 para acompañar al grupo femenino Las Chichi en sus presentaciones en vivo para el cual la banda cambia su nombre a Trulalá. Ese año se aleja el cantante e ingresa Julio Manzur, conocido como "El turco" Julio.
Al año siguiente el grupo vuelve a presentarse por separado y toma nuevamente el nombre "Chébere". Sus nuevos temas empiezan a gustar a la gente ya que eran modernos y alternaban melódicos y movidos. Se convierte en un gran éxito el tema “Vestido blanco, corazón negro", Dado el crecimiento vertiginoso que iba teniendo el grupo, se producen importantes cambios: se incorpora un piano electrónico y un órgano. Se empieza a usar un vestuario bastante particular y colorido. El Negro Videla empieza a interpretar algunos temas.
Esto es Chébere – Vol. 2, su tercer álbum, es editado en 1977. El grupo seguía en ascenso e incorpora un coro de tres voces femeninas. Era el único grupo de Córdoba que contaba con un grupo de sonido propio de alta calidad y con un sistema de iluminación moderno. Ese mismo año se aleja el Turco Julio y se incorpora como nueva voz Leo Fraga, con quien graba su cuarto LP. Este cambio trae aparejada una caída en la concurrencia de público a los bailes. A esto se le suma el hecho de que se incorpora un sintetizador y se abandona el acordeón, lo cual no es aceptado por el público.
En 1978 se retira Fraga e ingresa Miguel Calderón (“Pelusa”) con quien Chébere comenzaría a recuperar su popularidad. En su nuevo trabajo se incorpora la batería y posteriormente 2 trompetas.
En 1980 viajan a Buenos Aires para grabar su séptimo trabajo. A partir de ese momento se introducen nuevos cambios: El Negro Videla comienza a interpretar algunos temas de ritmo tropical por lo que los discos tendrán un lado moderno y un lado tropical. Con esto Chébere se convertiría en el precursor de esta modalidad. Al poco tiempo se incorporan una guitarra y un saxo.
En julio de 1982, Chébere festeja su octavo aniversario junto a Palito Ortega en el club Atenas.
A fines de 1983 vuelve "El turco" Julio como vocalista tras la salida de Pelusa. Con esa formación graban su duodécimo álbum, que gana un disco de oro. Pero el público no acompaña las presentaciones en vivo, por el cual Julio abandona la banda y se produce el ingreso de Juan Domingo Gatica “Fernando Bladys” quien graba en nuevo álbum en 1984. En este trabajo discográfico se produce la explosión de Chébere con el tema "Mujer Romántica", compuesto por Rodolfo Garavagno, canción que ya había tenido repercusión en América Latina por Aldo Guibovich y Los Pasteles Verdes. El suceso de Chébere con  "Mujer Romántica" es tan, pero tan grande, que a partir de ese momento se imponen en Córdoba los conjuntos con muchos integrantes sobre el escenario, rompiendo con el molde tradicional del cuarteto propiamente dicho que había nacido con Miguel Gelfo y Leonor Marzzano al crear el legendario Cuarteto Leo. El mismo autor de "Mujer Romántica", Rodolfo Garavagno, había tenido ya un enorme éxito en 1982 con el tema "De que color es el amor" en la voz de La Mona Jiménez, canción que más adelante fue también factor de consagración para la banda Cachumba.
Cuando Fernando Bladys se lanza como solista en 1987 (Su caballito de batalla sigue siendo aún hasta hoy el tema "Mujer Romántica"), la banda incorpora a Alejandro Ceberio (quien dura solo 8 meses) y Jorge “Toro” Quevedo. Al año siguiente editan el álbum Siempre cae bien. En 1991 se produce un nuevo cambio con el alejamiento del Negro Videla y el ingreso del brasileño Ruben “Rubinho” Da Silva.
Su siguiente disco, Chébere en Hollywood, fue grabado en Universal Studios de Hollywood y es galardonado con un premio ACE.
Jorge Quevedo abandona la banda en 1996 y se incorpora Daniel Guardia. El 7 de diciembre de 1996 se produce un recital que contó con la participación de Chébere, Pelusa y el Negro Videla recibiendo el nombre de "El baile del reencuentro". El mismo se repitió el 28 de diciembre y fue editado en CD en 1997.
Tras este recital, se van de la banda sus dos cantantes, Daniel Guardia y Rubinho, además de varios de los músicos. En 1997 Chébere vuelve a aparecer con Pelusa y el Negro Videla, además de un tercer cantante Gustavo Álvarez.
En marzo de 1998 se producen más cambios con el ingreso de Gabriel Ferrer y Ray Meléndez como vocalistas. Sin embargo en septiembre de ese año son reemplazados por Fernando Bladys quien vuelve a la banda y un año más tarde se suma Miguel Atilio.
Desde aquel entonces la banda se mantiene en los escenarios tambaleante pero de manera constante hasta que en 2009 ingresa Lucas Mañez, un joven cantante de Rock que descubren gracias a la recomendación de Leonardo "El Pakistán" Moreno, hoy guitarrista de la agrupación "La Fiesta" quien en ese momento suplía de Jorge "Cuerda" Tarnavasio y quien le propuso a Ángel "El Negro" Videla, que para ese momento era el director musical y voz líder de la banda que probara a Mañez en vista de que carecían de cantante "Melódico", el joven ingresa de inmediato ya que impresionó de manera positiva al mostrar una voz potente y con mucha personalidad además de gran seguridad y plante al momento de cantar, posterior a esto graban la placa "Fuimos, somos y seremos" en donde Lucas se apodera del público cheberiano con los temas "Superficial" y "Talismán", luego logra en el disco "All Inclusive" lo que se considera su mayor éxito con la agrupación al grabar el tema "Solamente llame".
En marzo del 2012 Chébere logra una nueva combinación en su delantera ya que se suman a Lucas Mañez las voces de John García y Lucas Jerez, el primero, es un joven cantante Venezolano con una extensa trayectoria musical en el género de la "Salsa", quien recién llegado ese año a la Argentina (febrero del 2012) es recomendado por el también Venezolano Eliazym Ribera (Ex cantante de Trulala) que pasó la data a la directiva de Chébere sobre la llegada a Córdoba de un cantante de "Salsa" que podría ser quien cubriera la vacante de cantante tropical tras la reciente salida de Rubinho Da Silva luego que este, tuviese una breve y fallida suerte de retorno a la banda.
Fue así como Carlos Alberto "Beto" Guillén fue a un local nocturno donde John se presentaba como voz líder de una orquesta de salsa y al notar la voz particularmente caribeña, la energía y la gran capacidad de interacción con el público que mostraba el Venezolano, deciden convocarlo para que fuera hasta hoy la voz tropical de la banda, su primera placa con Chébere es "En el mundo de Chébere" (2012) donde interpreta los temas "El mundo", "Sin tu amor" y "Acariciame" canciones que lograron calar positivamente en el oído del público Cordobés, en el 2013 lanzan la placa "Múltiple Choice" en donde García graba los temas "Falsedad" (Bachata), "Ni una ni dos ni tres" (Fusión Cuarteto-Ska) y "Regalame un beso" (Fusión Cuarteto-Reguetton) temas en donde Chébere vuelve a romper esquemas incluyendo en sus producciones ritmos poco convencionales en la música popular Cordobesa y en donde también se destacan la cumbias "Rico y suave" y "Un ángel como el sol tu eres" esta última considerada el tema hasta ahora más exitoso de John García con Chébere.
Por su parte Lucas Jerez es un joven Cordobés que a pesar de su corta edad ya participado en varias agrupaciones del ambiente cuartetero y que es elegido entre varios aspirantes al destacarse en un casting gracias a su imagen fresca y su voz con timbre dulce pero con la suficiente identidad que requiere un cantante de música popular cordobesa.
Con Chébere participa en las producciones "En el mundo de Chébere" en donde se destacan sus interpretaciones en los temas "Otra vez" y "No mires atrás" luego en "Múltiple Choice" resaltan los temas "Tal vez" y "Déjame quererte" este último de su propia autoría, ambos se convierten en sus temas más solicitados por el público.
En la producción "En el mundo de Chébere" Lucas Mañez se destaca con los temas "Cautivo de tu amor" y "Carrie", por último en el disco "Múltiple Choice" atina con los temas "Será" y "No se olvidar".
Con Mañez, García y Jerez se traza una nueva etapa en Chébere ya que desde hace muchos años no se daba la combinación de cantantes jóvenes y con características vocales tan particulares, lo que trae al tradicional Chébere un aire actual y una nueva camada de seguidores.
A mediados del 2013, Lucas Jerez se retira de la Banda, tras recibir la propuesta de realizar una producción orientada al género Pop Latino, quedando al frente de la agrupación John García como voz tropical y Lucas Mañez como voz melódica.
El 9 de abril de 2015, Lucas Mañez hace su último show con Chébere en el emblemático estadio Luna Park de Buenos Aires después de 7 años con la agrupación, en su lugar ingresa Gonzalo Martín cantante del ambiente del folklore proveniente de la población de Pasco.
Al poco tiempo regresa a la banda Julio "El Turco" Manzur, una voz más que conocida por los seguidores de la banda. Así como también se produce el alejamiento de Jhon García y el regreso de Miguel Mir a la banda. 
Chebere se mantendrá con esta formación (Turco Julio / Gonzalo Martin / Miguel Mir) hasta entrada la pandemia por COVID-19 donde el grupo y la música en general se ve obligada a frenar las presentaciones en vivo.
Entre pandemia se lanza un sencillo a las redes digitales "Cambio Mi Corazón - Amor Querido - Pa Fuera" con el cantante peruano Gary Navaja como invitado.
En verano del 2022 y con la vuelta a la normalidad, se prepara la vuelta a los escenarios después de 2 años. Esta vez bajo la producción conjunta entre "Pato" Lugones y Gustavo Farias, conocido empresario y productor del género.
Ya con nuevos músicos; entre ellos el director musical Martin Rosel (conocido por su paso con Damián Córdoba); y las nuevas voces: Gustavo "Toro" Corvalán; con pasos anteriores en el cuarteto por La Fiesta y Tru-la-lá. "Pepe" Celiz; proveniente del grupo Intenso. Y por último Gary Navaja, quien ya había realizado una colaboración con Chebere en la pandemia.
El famoso regreso se produce el sábado 18 de junio en el Teatro Luxor de Villa Carlos Paz. Y una semana más tarde, el sábado 25 de junio en el club Atenas de Córdoba, en un formato de baile más tradicional. 
Mientras el grupo sigue realizando presentaciones por toda la provincia de Córdoba, a principios de 2024 se aleja Gary Navaja para enfocarse en nuevos proyectos musicales junto a su pareja.
En vísperas de los 50 Años de existencia, se produce una polémica donde los cantantes "Toro" Corvalán y "Pepe" Celiz anuncian su salida conjunta de la banda, alegando "desprecio" e "irreconocimiento" hacia ellos a partir de una supuesta cena organizada por el aniversario nº50 donde no habrían sido invitados; a diferencia de las voces icónicas del conjunto.
Por el momento no se ha anunciado quienes podrían ser las nuevas voces, ni tampoco nuevas presentaciones. 
En su carrera han obtenido tres Premios Konex en 1995, 2005 y 2015.

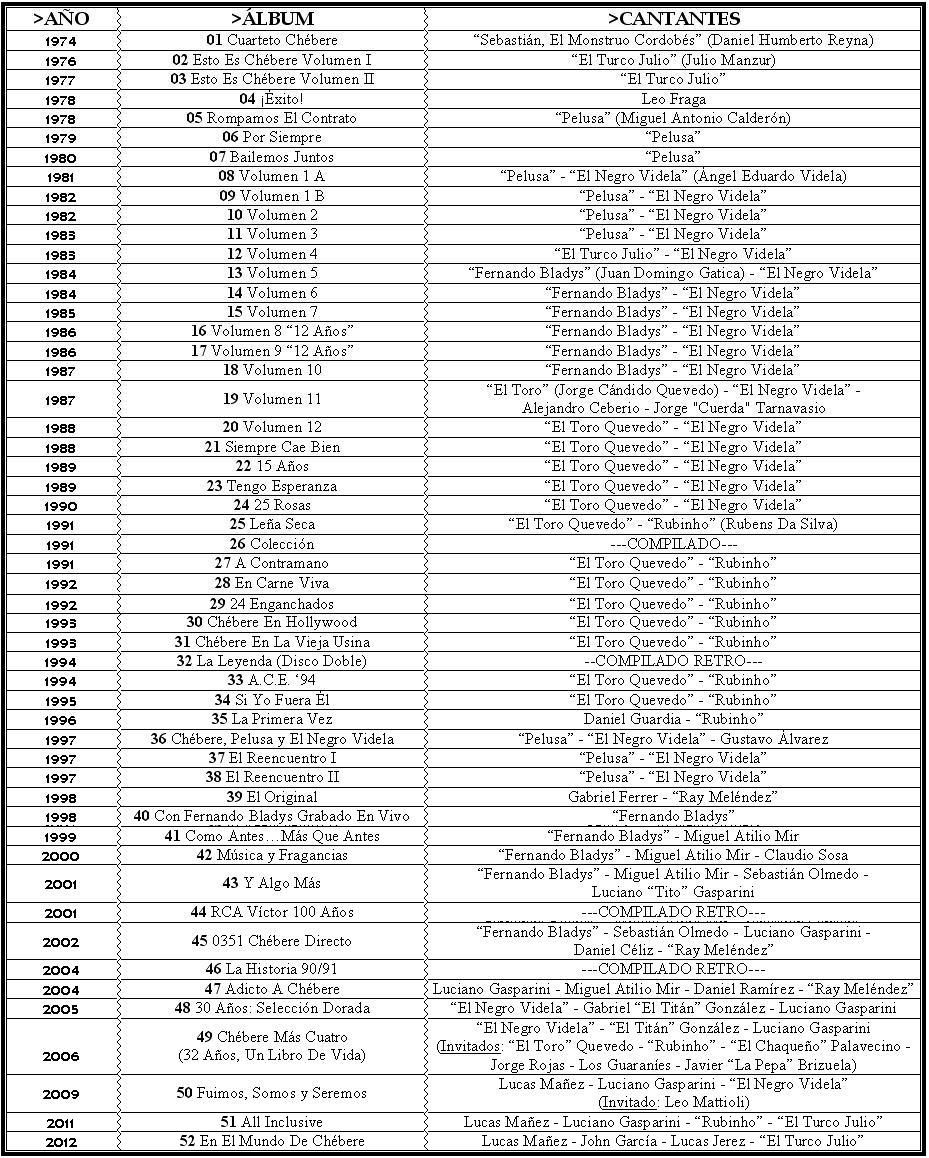
Discografía de Chébere con sus respectivos cantantes.

## Miembros
- Alberto "Beto" Guillen - Bajo
- Eduardo "Pato" Lugones - Administración
- Santiago Espeche - Voz
- Lorena Gomez - Voz

## Discografía
- 1974: "Cuarteto Chebere" - UTOPIA PRODUCCIONES
- 1976: "Esto es Chébere Volumen 1" - DISCOS TK S.A.
- 1977: "Esto es Chebere Volumen 2" - DISCOS TK S.A.
- 1978: "¡Éxito! Esto es Chebere Volumen 3" - DISCOS TK S.A.
- 1978: "Rompamos el contrato" - DISCOS TK S.A.
- 1979: "Por siempre" - PHILIPS
- 1980: "Bailemos juntos" - PHILIPS
- 1981: "Chebere Volumen 1 (A)" - RCA
- 1982: "Chebere Volumen 1 (B)" - RCA
- 1982: "Chebere Volumen 2" - RCA
- 1983: "Chebere Volumen 3" - RCA
- 1983: "Chébere Volumen 4" - RCA
- 1984: "Chebere Volumen 5" - RCA
- 1984: "Chébere Volumen 6" - RCA
- 1985: "Chebere Chebere Chebere - Volumen 7" - Junto a Rubén Rada - RCA
- 1985: "Vestido blanco... corazón negro" - TENNESSEE
- 1986: "Chébere 12 años - Volumen 8" - RCA
- 1986: "Chébere 12 años - Volumen 9" - RCA
- 1987: "Chebere Volumen 10" - RCA
- 1987: "ChebereChebereChebere - Volumen 11" - RCA
- 1988: "Chebere Volumen 12" - RCA
- 1988: "Siempre cae bien" - RCA
- 1989: "Tengo esperanza" - RCA
- 1989: "15 años" - RCA
- 1989: "15 Grandes Éxitos"
- 1990: "25 Rosas" - CLAVE RECORDS S.R.L.
- 1990: "20 Grandes 20" - EMSSA ARGENTINA
- 1991: "Chébere Chébere" - CLAVE RECORDS S.R.L.
- 1991: "Chebere" - CLAVE RECORDS S.R.L.
- 1992: "Chebere" - CLAVE RECORDS S.R.L.
- 1992: "El sabor de la música para toda generación - 24 Enganchados" - CLAVE RECORDS S.R.L.
- 1993: "En Hollywood" - CLAVE RECORDS S.R.L.
- 1994: "La vieja usina" - DISTRIBUIDORA BELGRANO NORTE S.R.L.
- 1994: "A.C.E. 94" - CLAVE RECORDS S.R.L.
- 1994: "La Leyenda" (CD Doble) - MUSICA & MARKETING S.A.
- 1995: "Chebere" - CDM
- 1996: "La primera vez" - DISTRIBUIDORA BELGRANO NORTE S.R.L.
- 1997: "El Reencuentro 1" - BMG ARIOLA ARGENTINA S.A.
- 1997: "El Reencuentro 2" - BMG ARIOLA ARGENTINA S.A.
- 1997: "Chebere Pelusa & El Negro Videla" - BMG ARIOLA ARGENTINA S.A.
- 1998: "El original" - SUM RECORDS
- 1998: "Con Fernando Bladys Grabado en vivo" - - SUM RECORDS
- 1999: "Como antes...más que antes" - SUM RECORDS
- 2000: "Música y Fragancias" - SUM RECORDS
- 2001: "Y algo más..." - SUM RECORDS
- 2001: "RCA Victor 100 Años" - SONY / BMG
- 2002: "0351 Directo" - MUSICA & MARKETING S.A.
- 2004: "La Historia 90/91" - PASADO RECORDS
- 2004: "Adicto a Chebere" - GLD DISTRIBUIDORA S.A.
- 2005: "Selección dorada" (CD + DVD) - GLD DISTRIBUIDORA S.A.
- 2006: "Sus Grandes Éxitos" - EMI
- 2006: "Más cuatro - 32 Años - Un libro de vida" - CLAVE RECORDS
- 2009: "Fuimos, Somos y Seremos" - GLD DISTRIBUIDORA S.A.
- 2011: "All Inclusive" - GLD DISTRIBUIDORA S.A.
- 2012: "En el mundo de Chebere" - GLIDE
- 2012: 'De Fiesta Con...' (Con Nacho Prado Y Daniel Campos)
- 2013: "Mariachis" - SONY MUSIC
- 2013: "A mi modo" (Con El Turco Julio) - SONY MUSIC
- 2014: "Múltiple choice" - GLD DISTRIBUIDORA S.A.
- 2015: "Lo nuevo y lo usado" - SONY MUSIC
- 2019: "Es lo que Hay" - TOSAS RECORDS